# KOIBUMI
「KOIBUMI」（こいぶみ）は、林原めぐみの31枚目のシングル。2002年9月25日にスターチャイルドから発売された（KICM-3035 / KICM-3036）。

## 概要
- 収録曲全て、テレビアニメ『朝霧の巫女』の主題歌および挿入歌。
- タイトル曲「KOIBUMI」はエンディングテーマで、カップリングの「faint love」がオープニングテーマとなっている。林原のシングルでこのような収録形態が取られたのは、1997年の「don't be discouraged」以来となる。
- 歌詞も全てタイアップ作品を表現したものとなっている。また、「KOIBUMI」の歌詞は『万葉集』の和歌を用いており、ラップと組み合わせるという斬新なものとなっている。
- ジャケットは「林原めぐみバージョン（通常バージョン）」と「朝霧の巫女（アニメバージョン）」の2種類がある。
- オリコンの週間シングルチャートでは初登場7位を獲得した（チャートイン回数は10回）。

## プロモーション
- このCDの発売に当たっては、若いスタッフが多かったためか林原としては珍しく積極的なプロモーション活動が実施されており、日本の各所を廻ることとなった。

- 東京
サタデーホットリクエスト（NHK-FM）
- 埼玉
SUNDAY COUNT DOWN THE TOP40（NACK5）
- 愛知
晴れ・どきドキ晴れ（CBCテレビ）
サンデー・リクエスト807（FM愛知）
女性雑誌「KeLLy」
- 大阪
POP UP INC（FM大阪）
- 京都
モリモリマニア（KBSラジオ）
- 滋賀
DOKIムネRADIO JUNGLE（FM滋賀）
- 兵庫
青春ラジメニア（AM KOBE）
王様ラジオキッズ（AM KOBE）
MEGA HITS CONNECTION（KISS-FM）
kiss Stopping On The Way（KISS-FM）
- 三重
WEEKLY ALBUM COUNTDOWN（FM三重）
おもいっ気りサンデー（FM三重）
Welcome To FM MIE（FM三重）
- 福岡
平成アニメッ娘倶楽部（KBCラジオ）
FM福岡でトークイベント

など

## 収録曲
（全作詞：MEGUMI、作曲・編曲：たかはしごう）
1. KOIBUMI [4:54]
  - テレビアニメ『朝霧の巫女』エンディングテーマ
2. 朝未き・夜渡り [5:00]
  - テレビアニメ『朝霧の巫女』挿入歌（最終回のエンディングとしても起用）
3. faint love [4:14]
  - テレビアニメ『朝霧の巫女』オープニングテーマ
4. KOIBUMI （OFF VOCAL VERSION） [4:54]
5. 朝未き・夜渡り （OFF VOCAL VERSION） [5:00]
6. faint love （OFF VOCAL VERSION） [4:13]

## 収録アルバム
| 曲名           | 収録アルバム      | 発売日        | 規格品番          | 備考                      |
| -------------- | ----------------- | ------------- | ----------------- | ------------------------- |
| KOIBUMI        | 『center color』  | 2004年1月7日  | KICS-1070         | remix versionとして収録。 |
| KOIBUMI        | 『Plain』         | 2007年4月21日 | KICS-1303         |                           |
| KOIBUMI        | 『VINTAGE White』 | 2011年6月11日 | KICS-91670〜91671 |                           |
| KOIBUMI        | 『VINTAGE DENIM』 | 2021年3月30日 | KICS-3980〜3982   |                           |
| 朝未き・夜渡り | 『center color』  | 2004年1月7日  | KICS-1070         |                           |
| 朝未き・夜渡り | 『VINTAGE White』 | 2011年6月11日 | KICS-91670〜91671 |                           |
| faint love     | 『center color』  | 2004年1月7日  | KICS-1070         |                           |